# Lambda point suscrit
Cette page contient des caractères spéciaux ou non latins. S’ils s’affichent mal (▯, ?, etc.), consultez la page d’aide Unicode.
Lambda point suscrit (capitale: Λ̇, minuscule: λ̇) est une lettre additionnelle grecque, utilisée dans l’alphabet grec albanais des Arvanites au XIXe siècle. Il s’agit de la lettre Λ diacritée d’un point suscrit.

## Représentations informatiques
L’lambda point suscrit peut être représente avec les caractères Unicode suivants (grec et copte, diacritiques):
| formes    | représentations | chaînes de caractères | points de code | descriptions                                              |
| --------- | --------------- | --------------------- | -------------- | --------------------------------------------------------- |
| capitale  | Λ̇               | Λ◌̇                    | U+039B U+0307  | lettre majuscule grecque lambda diacritique point suscrit |
| minuscule | λ̇               | λ◌̇                    | U+03BB U+0307  | lettre minuscule grecque lambda diacritique point suscrit |